# 젯 셋 라디오
《젯 셋 라디오》(Jet Set Radio, 일본어: ジェット セット ラジオ)는 스마일빗이 개발하고 세가가 배급하여 2000년 출시한 드림캐스트용 2000년 액션 게임이다. 근미래의 도쿄에서 공권력을 피해 그라피티를 남기는 청년 집단 GG의 이야기를 그렸다. 북미 지역에선 드림캐스트판이 《젯 그라인드 라디오》라는 제목으로 출시됐으나 이후 발매판에선 원제로 복귀했다.
《젯 셋 라디오》는 키쿠치 마사요시가 감독을, 우에다 류타가 미술을 담당했다. 리듬 게임 《파라파 더 래퍼》 등에서 확인할 수 있는 1990년대 전반의 일본 대중 문화와 영화 《파이트 클럽》에 드리운 반체제 테마로부터 영향을 받았다. 게임 내 세계는 현실 도쿄의 시부야구와 신주쿠구의 상가에 기반했으며, 에릭 헤이즈 등의 아티스트들이 그라피티 디자인에 참여했다. 게임 전반에 사용된 셀 셰이딩 기법 그래픽 화풍 또한 기존 세가 게임들과 차별되는 특징이다.
《젯 셋 라디오》는 독특한 사운드트랙, 그래픽 및 유동적인 게임플레이로 전폭적인 호평을 받았으며 출시 후에 여러 상을 수상했다. 2002년에 후속작 《젯 셋 라디오 퓨처》이 엑스박스로 출시됐다.
2003년 비케리어스 비전스가 개발한 게임보이 어드밴스용 이식판 및 외전 《젯 그라인드 라디오》이 출시됐다. 2012년에는 리마스터판이 플레이스테이션 3, 엑스박스 360 및 마이크로소프트 윈도우로 발매됐으며, 이후 플레이스테이션 비타, iOS, 안드로이드로도 이식됐다.

## 게임플레이
플레이어는 그라비티 태그를 하는 인라인 스케이터 갱 일원 중 하나를 선택해 조종한다. 게임 내 스테이지들은 '스트리트', '라이벌 쇼다운', '트라이얼' 세 가지 종류로 나뉜다. 스트리트 스테이지는 달성목표가 둘 중 하나이다. 첫 번째는 공권력을 회피하면서 제한시간 내에 해당 지역의 모든 그라비티 포인트를 태그하는 것이다. 두 번째는 라이벌 갱을 쫓아 스프레이를 뿌리는 보스전의 일종이다.

## 평가
| 통합 점수         | 통합 점수                                                    |
| 통합사            | 점수                                                         |
| ----------------- | ------------------------------------------------------------ |
| 게임랭킹스        | SDC: 92% GBA: 76%                                            |
| 메타크리틱        | SDC: 94/100 GBA: 74/100 PS3: 75/100 X360: 70/100 iOS: 58/100 |
| 평론 점수         |                                                              |
| 평론사            | 점수                                                         |
| 올게임            | [ 11 ]                                                       |
| 유로게이머        | HD: 9/10                                                     |
| 패미츠            | 32/40                                                        |
| 게임 인포머       | HD: 6.5                                                      |
| 게임팬            | 97/100                                                       |
| 게임스팟          | 9/10                                                         |
| 게임스레이더+     | HD:                                                          |
| IGN               | 9.6/10                                                       |
| 넥스트 제네레이션 | [ 19 ] [ 20 ]                                                |
| 포켓 게이머       | HD:                                                          |
| 터치아케이드      | HD:                                                          |
| DC-UK             | 9/10                                                         |
| ODCM (US)         | 10/10                                                        |
| Gamers' Republic  | A                                                            |

| 수상                          | 수상                                             |
| 평론사                        | 수상                                             |
| ----------------------------- | ------------------------------------------------ |
| Game Critics Awards           | Best Console Game                                |
| Game Developers Choice Awards | Excellence in Visual Arts, Game Spotlights Award |
| GameSpot                      | Best Graphics, Artistic                          |
| Gamers' Republic              | Best 3D Game Design                              |

## 참조

### 내용주
1. ↑  영어: Jet Grind Radio